# Aaron Craft
Aaron Vincent Craft (Findlay, Ohio; 12 de febrero de 1991) es un exjugador de baloncesto estadounidense. Mide 1,88 metros de altura, y jugaba en la posición de base.

## Trayectoria deportiva
Formado en Ohio State Buckeyes, jugó con los Santa Cruz Warriors en la D-League.
Craft comenzó la campaña 2015-16 en el Szolnoki Olajbanyasz húngaro, donde aportó 6.8 puntos y 4.2 asistencias en liga, y 4.3 puntos y 3.3 asistencias en la Eurocup. Después volvió a la D-League, a los Santa Cruz Warriors, donde ya había jugado en el pasado, y destacó con 13.5 puntos, 7.3 asistencias y 4.6 rebotes por partido.
En julio de 2016 firma por el Aquila Basket Trento de la liga italiana.
En 2020, Craft se retiró del baloncesto y comenzó sus estudios médicos en Ohio State.